# Condado de la Viñaza
El condado de la Viñaza es un título nobiliario español creado por el rey Amadeo I el 22 de mayo de 1872 en favor de Cipriano Muñoz y Ostaled, comandante de Milicias del Mérito de la Isla de Cuba, oficial de Administración General de Rentas Marítimas de La Habana y subinspector de Muelles y Almacenes de la misma Administración.
A este título, el rey Alfonso XIII le concedió la grandeza de España el 15 de noviembre de 1910, siendo Cipriano Muñoz y Manzano el II conde de la Viñaza.

## Condes de la Viñaza
|                       | Titular                          | Periodo               |
| Creación por Amadeo I | Creación por Amadeo I            | Creación por Amadeo I |
| --------------------- | -------------------------------- | --------------------- |
| I                     | Cipriano Muñoz y Ostaled         | 1872-1881             |
| II                    | Cipriano Muñoz y Manzano         | 1882-1951             |
| III                   | Carlos Muñoz y de Laborde        | 1952-2001             |
| IV                    | Carlos Muñoz de Laborde y Bardín | 2002-hoy              |

## Historia de los condes de la Viñaza
- Cipriano Muñoz y Ostaled (1819-1881), I conde de la Viñaza.

Casó el 24 de julio de 1885, en la parroquia de Montserrate de La Habana, con María Josefa Manzano y Colás (1836-1869). El 7 de junio de 1882 le sucedió su hijo:
- Cipriano Muñoz y Manzano (La Habana, 3 de octubre de 1862-24 de noviembre de 1933), II conde de la Viñaza, grande de España, senador del reino y diputado a Cortes, gran cruz de la Orden Americana de Isabel la Católica, gran cruz del Mérito Militar y de la Orden de la Beneficencia, gran cruz de la Orden de Carlos III, doctor en Filosofía y Letras, embajador extraordinario y plenipotenciario de España en Rusia e Italia, individuo del número de la Real Academia de la Historia, de la de Jurisprudencia y de la de la Lengua, etc.[1]

Casó con María de la Concepción Roca-Tallada y Castellano, dama de la reina Victoria Eugenia de España. El 22 de febrero de 1952 le sucedió su nieto, hijo Carlos Muñoz y Roca-Tallada y Alejandra Laborde:
- Carlos Muñoz y de Laborde (1914-2002), III conde de la Viñaza, grande de España, ingeniero de caminos, canales y puertos, licenciado en Ciencias Exactas, teniente provisional de ingenieros.[1]

Casó con Dolores Bardín y García de la Llave. El 29 de octubre de 2002, tras solicitud cursada el 22 de mayo de 2002 (BOE del 1 de julio) y orden del 18 de septiembre del mismo año para que se expida la correspondiente carta de sucesión (BOE del 14 de octubre), le sucedió su hijo:
- Carlos Muñoz de Laborde y Bardín (n. 1944), IV conde de la Viñaza, grande de España.